# برمشا
قرية برمشا هي إحدى القرى التابعة لمركز العدوة بمحافظة المنيا في جمهورية مصر العربية. حسب إحصاءات سنة 2006، بلغ إجمالي السكان في برمشا 8048 نسمة، منهم 4070 رجلا و3978 امرأة.